# Vox Romanica
Vox Romanica ist eine Schweizer Fachzeitschrift für Linguistik und romanische Philologie.

## Geschichte
Jakob Jud und Arnald Steiger gründeten 1936 die sprachwissenschaftliche Zeitschrift Vox Romanica. Sie hatte den Zweck, dass die Schweizer Romanisten, besonders die Nachwuchskräfte, ein eigenes und freies wissenschaftliches Sprachrohr erhielten. Als Jud 1952 verstarb, gab Steiger bis zu seinem Tod 1963 Vox Romanica alleinverantwortlich heraus.
In der Folge übernahm das Collegium Romanicum die Verantwortung für Vox Romanica. Aus diesem entstand eine Herausgeberkommission, die Gerold Hilty, Carl Theodor Gossen und Toni Reinhard für die Redaktion wählte. Nach Reinhards und später Gossens Ableben führte Hilty, unterstützt von der Herausgeberkommission, bis zu seinem Tod die Zeitschrift.
Von 1939 bis 1945 konnte die Zeitschrift nur dank Gönnern und Stiftungen bestehen. Die von der Schweizerischen Akademie der Geistes- und Sozialwissenschaften vermittelten Bundessubventionen ermöglichen bis heute das weitere Bestehen der Vox Romanica. Von Band 9 an wurde sie bis 1990 vom A. Francke Verlag in Bern herausgegeben. 1990 wurde der Verlag an den Saur Verlag verkauft. Seit 1992 erscheint die Vox Romanica im Narr Francke Attempto Verlag. Die Redaktion der Jahrgänge 1992–2001 übernahmen Peter Wunderli und Ricarda Liver. Die Bände und Artikel ab Jahrgang 51 sind auf der eLibrary des Verlages bereitgestellt.
Die Herausgeber von Vox Romanica sind Mónica Castillo Lluch und Elwys De Stefani. Die Zeitschrift erscheint einmal pro Jahr.